# Mathieu de Trie
Mathieu de Trie, signore di Airaines e di Vaumain (... – 26 novembre 1344), è stato un militare francese, maresciallo di Francia nel 1318.

## Biografia
Figlio di Renaud de Vaumain e di Jeanne d'Hodenc, ricevette la nomina a maresciallo nel luglio 1318 membro del Consiglio privato del Re, assistette alla consacrazione di Carlo IV nel 1321.

Stemma della famiglia de Trie

Nel 1324 era al seguito del conte di Valois (poi Filippo VI di Francia), inviato in Guienna per ritorsione contro il mancato omaggio da parte del re d'Inghilterra al nuovo sovrano di Francia.
Nel 1325, con Alfonso de La Cerda, detto "el de España", e Miles de Noyers costrinse i fiamminghi in rivolta contro il conte Luigi I di Fiandra ad accettare una tregua.
Il 31 marzo 1326 fu uno dei rappresentanti del Re per un trattato con l'Inghilterra conclusosi a Parigi.
Prese parte alla consacrazione di Filippo VI, tenutasi a Reims nel giorno della Santissima Trinità del 1328; il suo seguito era composto da 13 cavalieri e 54 scudieri. Dal sovrano, così come dal suo predecessore, ricevette numerosi attestati di stima e copiose ricompense.
Fu uno dei commissari inviati a Cambrai per mettere fine alla disputa fra il conte delle Fiandre Luigi I e il duca di Brabante Enrico II riguardo alla città di Malines, disputa che fu regolata il 2 agosto 1334 con la vendita della città al secondo.
Nel 1337, trovandosi a Rouen, si impegnò coi maggiori signori di Normandia a radunare un certo numero di soldati e a fornirli al sovrano, allo scopo di forzargli la mano per la conquista dell'Inghilterra; la provincia mise a disposizione 4 000 uomini d'arme e 40 000 uomini a piedi, di cui 10 000 balestrieri.
Lo stesso anno il re gli accordò, in ragione dei suoi servigi, una rendita vitalizia di 500 lire annue, da prelevarsi dal tesoro reale.
Il 23 ottobre 1339 aveva il comando delle truppe, quando in Piccardia, tre Buironfosse e La Capelle, gli eserciti francese ed inglese si fronteggiarono senza dare il via al combattimento.
Nell'inverno 1339-1340 era nelle Fiandre, i cui abitanti si erano ribellati ed erano passati dalla parte inglese riconoscendo Edoardo III come re di Francia; sempre nel 1340 difese Tournai assediata sino alla tregua di Esplechin del 25 settembre.
Nuove missioni lo portarono negli stessi luoghi sino al 1342, quando Filippo lo nominò infine suo luogotenente generale alla frontiera con le Fiandre.

## Matrimoni e discendenza
Sposò in prime nozze Jeanne d'Airaines, e in seconde nozze, il 2 settembre 1332, Ide de Mauvoisin de Rosny. Non ebbe discendenza.